# Diospyros brideliifolia
Diospyros brideliifolia är en tvåhjärtbladig växtart som beskrevs av Adolph Daniel Edward Elmer. Diospyros brideliifolia ingår i släktet Diospyros och familjen Ebenaceae. Inga underarter finns listade i Catalogue of Life.